# Luis Ponzano y Mur
Luis Ponzano y Mur (Roma, 1844 - Madrid, 10 de junio de 1875) fue un pintor, actor e ilustrador español. 

## Vida y obra
Nació en Roma y comenzó sus estudios de dibujo bajo la dirección de su padre, Ponciano Ponzano, que en España era individuo de la Academia de San Fernando y escultor de cámara, pasando después al estudio de Pedro Sánchez Blanco, en donde tomó la paleta y los pinceles, haciendo rapidísimos adelantos en la pintura de bodegones, floreros y paisajes. Después de asistir tres años al estudio de Sánchez Blanco pasó al de Carlos de Haes, en el que permaneció otro año. 
Se presentó a la Exposición de Bellas Artes celebrada en Madrid en 1864 con el paisaje Recuerdos del Escorial de Abajo, obra con toques aún románticos aunque influida por el realismo paisajista de Haes, lo que le llevó a no mostrar el monasterio ni en la lejanía, aludiendo a él solo por la Cruz de la Horca y un par de monjes jerónimos, potenciando así el aspecto recreativo y veraniego sobre el histórico. El cuadro fue distinguido por el jurado con mención honorífica y adquirido por el gobierno con destino al Museo Nacional, incorporado luego al Museo del Prado que lo tiene depositado en el Museo de La Rioja. 
Posteriormente compartió el ejercicio de la pintura con el de la carrera dramática, en que hizo notables progresos, y trabajó en concepto de pintor para varias funciones teatrales, debiéndosele algunos modelos de juegos, atrezzo y figurines. También dibujó para los primeros números del periódico ilustrado El Globo, que salió al mercado en 1875, año en que falleció Ponzano y Mur en Madrid.